# Hydrangea ×serratophylla
Hybride
Parent  A  de l'hybridation 
   Hydrangea macrophylla 
×

Parent  B  de l'hybridation 
  Hydrangea serrata 
Hydrangea ×serratophylla est un Hortensia hybride ornemental de la famille des Hydrangeaceae.
Hydrangea ×serratophylla est un hybride obtenu par croisement entre Hydrangea macrophylla et Hydrangea serrata. Cette plante horticole est connue sous le nom vernaculaire de « Hortensia » et se distingue par des inflorescences composées de fleurs presque toutes stériles, dont l'ensemble forme une « boule » ou une « demi-boule ».